# Paprikasauce

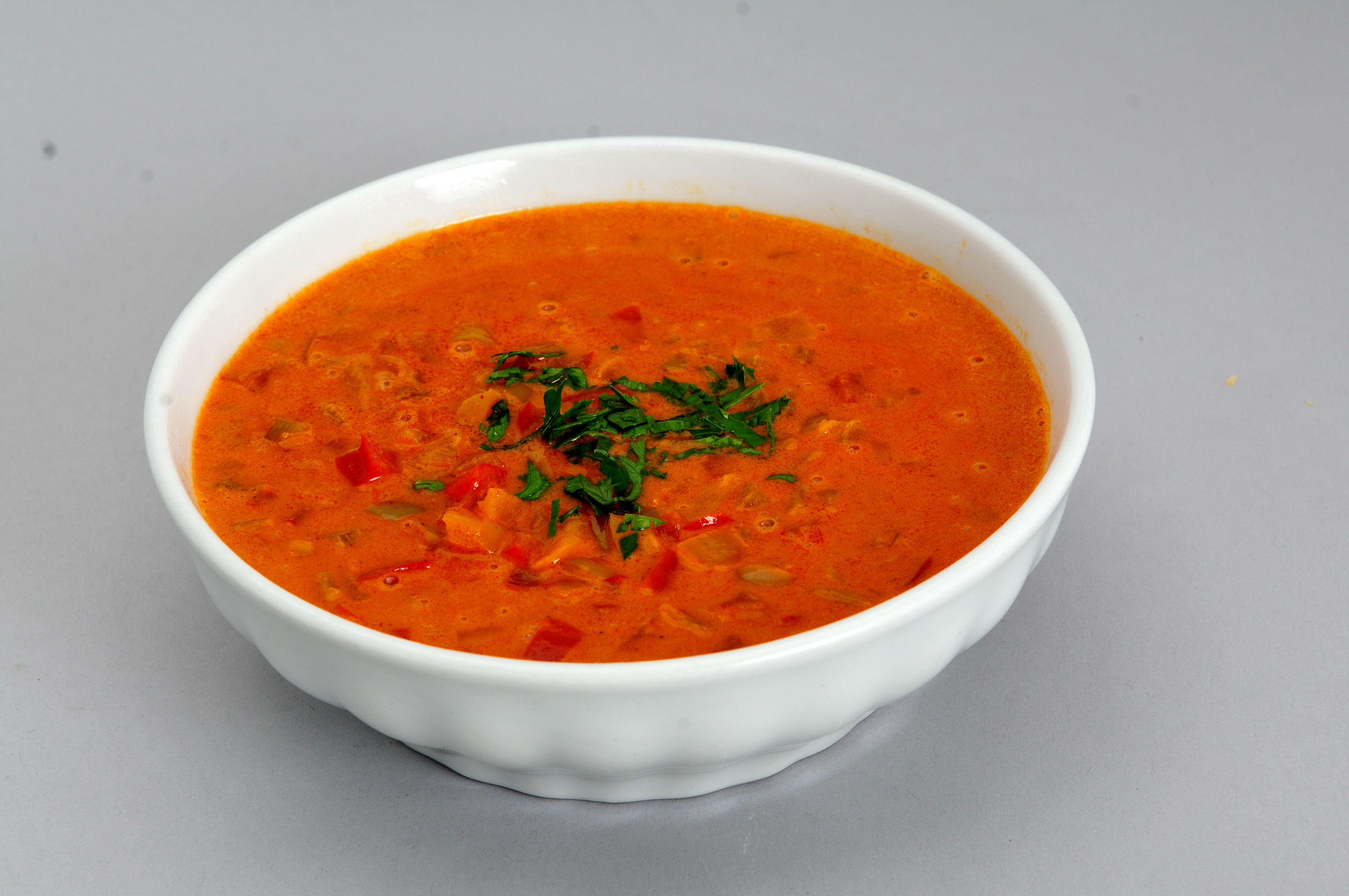
Paprikasauce mit Rahm

Paprikasauce ist eine selbstständige warme Sauce der klassischen Küche (d. h. sie wird nicht aus einer Grundsauce abgeleitet), die zu Fleisch, Geflügel, Fisch und Eierspeisen sowie zu Reis und Teigwarengerichten geeignet ist. Besonders geeignet ist sie zu Pfannengerichten aus Kalb- und Schweinefleisch wie Schnitzel oder Koteletts; der Bratensatz vom sautierten Fleisch wird mit der Sauce aufgegossen und mit Sahne verfeinert.

## Zubereitung
Zwiebelwürfel mit ausgelassenen Rauchspeckwürfeln dünsten. Tomaten- und Paprikamark hinzufügen, mit Gewürzpaprika anstäuben und kurz bei mittlerer Hitze dünsten, um Verbrennen des Paprikapulvers zu vermeiden. Mit Weizenmehl anstäuben, dünsten und mit Brühe auffüllen und die Sauce auskochen lassen. Mit Salz und Zitrone abschmecken, dann mit Sahne und Butterflocken vollenden. Das Qualitätsmerkmal dieser unpassierten Paprikasauce ist ihre deckfähige Konsistenz.
Nach einer aufwändigeren Art wird die Sauce je nach Verwendungszweck durch Anrösten von Kalbs- oder Schweineknochen und -Parüren (Sehnen und Fleischabschnitte) mit paprizierten Zwiebelwürfeln in Butter, dann mit Paprikaschoten- und Tomatenstücken, zerdrücktem Knoblauch stundenlang langsam mit Wasser gekocht. Das Ganze abseihen, mit Mehl und Sauerrahm binden und mit Zitronensaft abschmecken.